# TRAPPIST-1d
TRAPPIST-1d, ook aangeduid als 2MASS J23062928-0502285 d, is een kleine exoplaneet (ongeveer 30% van de massa van de aarde), die aan de binnenrand van de bewoonbare zone van de ultrakoele dwerg TRAPPIST-1 draait op ongeveer 40,7 lichtjaar afstand van de aarde in het sterrenbeeld Waterman. De exoplaneet werd gevonden met behulp van de overgang-methode, waarbij het verduisterende effect wordt gemeten dat een planeet veroorzaakt wanneer hij voor zijn ster langs trekt. De eerste tekenen van de planeet werden in 2016 bekendgemaakt, maar pas in de jaren daarna werd meer informatie verkregen over de waarschijnlijke aard van de planeet. TRAPPIST-1d is de minst massieve planeet van het systeem en heeft waarschijnlijk een compacte waterstofarme atmosfeer, vergelijkbaar met Venus, de aarde en Mars. Hij ontvangt slechts 4,3% meer zonlicht dan de aarde, waardoor hij aan de binnenrand van de bewoonbare zone staat. Hij heeft ongeveer <5% van zijn massa als een vluchtige laag, die zou kunnen bestaan uit atmosfeer, oceanen, en/of ijslagen. Studies van de Universiteit van Washington hebben geconcludeerd dat TRAPPIST-1d mogelijk een Venus-achtige exoplaneet is met een onbewoonbare atmosfeer. 

## Ontdekking
Een team van astronomen onder leiding van Michaël Gillon van het Institut d'Astrophysique et Géophysique van de Universiteit van Luik in België gebruikte de TRAPPIST (Transiting Planets and Planetesimals Small Telescope) telescoop van het La Silla-Observatorium in de Atacama-woestijn in Chili om TRAPPIST-1 waar te nemen en te zoeken naar planeten in een baan om de aarde. Door gebruik te maken van overgang-fotometrie ontdekten ze drie planeten ter grootte van de aarde die rond de dwergster draaien; de binnenste twee zijn tidaal aan het ronddraaien om hun ster, terwijl de buitenste ofwel binnen de bewoonbare zone van het systeem ofwel net daarbuiten lijkt te liggen. Het team deed hun waarnemingen van september tot december 2015 en publiceerde zijn bevindingen in het meinummer 2016 van het tijdschrift Nature. De oorspronkelijke claim en veronderstelde grootte van de planeet werd herzien toen het volledige zeven-planetenstelsel in 2017 werd onthuld:

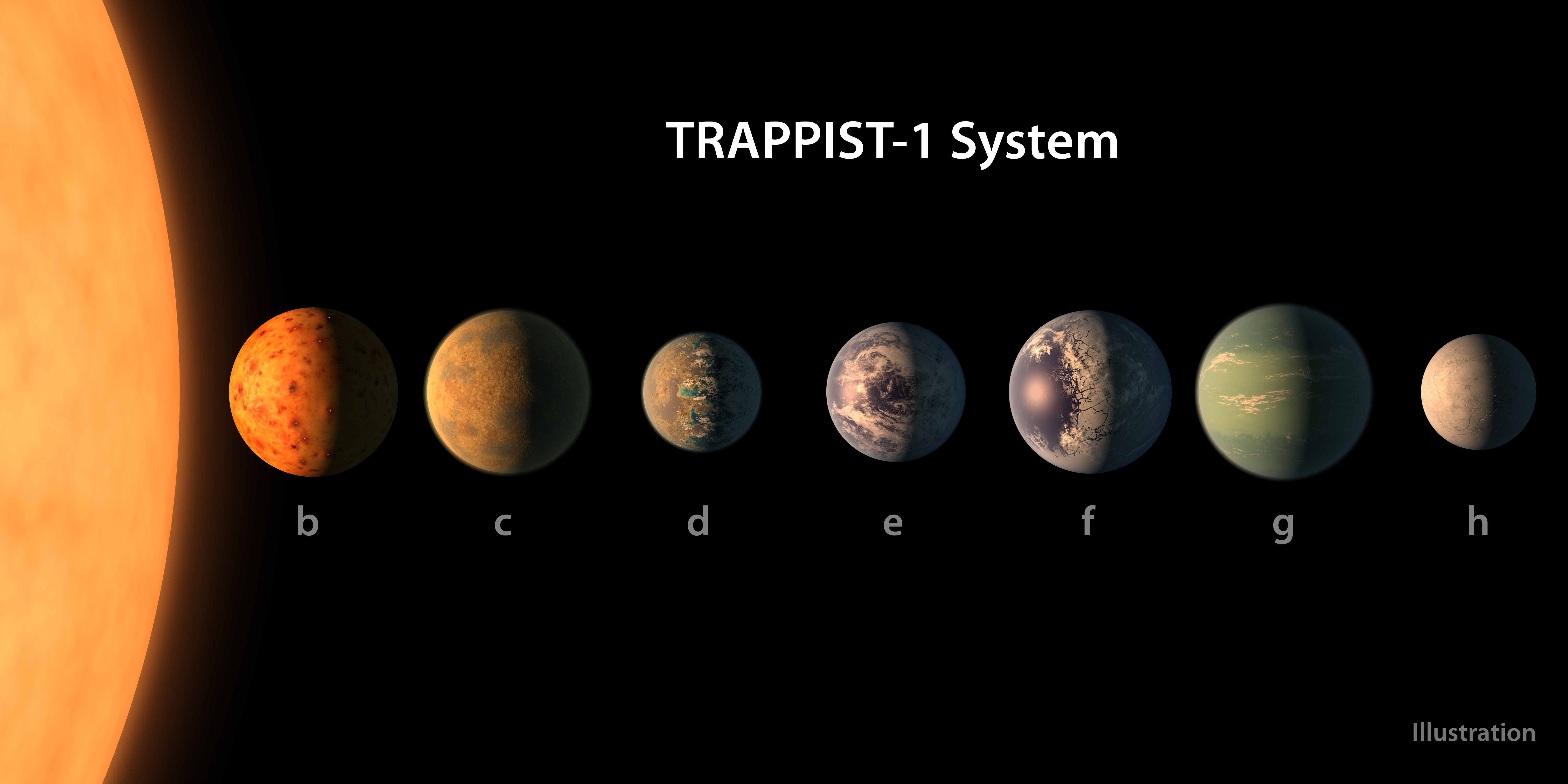
Het systeem.

"We wisten al dat TRAPPIST-1, een kleine, zwakke ster op zo'n 40 lichtjaar afstand, bijzonder was. In mei 2016 maakte een team onder leiding van Michaël Gillon van de Belgische Universiteit van Luik bekend dat het nauw omcirkeld werd door drie planeten die waarschijnlijk rotsachtig zijn: TRAPPIST-1b, c en d...
"Toen het team schaduw na schaduw over de ster bleef zien trekken, leken drie planeten niet langer voldoende om het patroon te verklaren. "Op een gegeven moment snapten we niets meer van al die overgangen," zegt Gillon.
"Nu, na bijna drie weken achtereen met de ruimtetelescoop Spitzer naar het stelsel te hebben gestaard, hebben Gillon en zijn team het probleem opgelost: TRAPPIST-1 heeft nog vier planeten.
"De planeten die het dichtst bij de ster staan, TRAPPIST-1b en c, zijn onveranderd. Maar er is een nieuwe derde planeet, die de naam d heeft gekregen, en wat eerst op d leek, bleken glimpen te zijn van e, f en g. Er is ook een planeet h, die het verst weg is en maar één keer is waargenomen."

## Kenmerken

### Straal, massa en temperatuur
TRAPPIST-1d werd gedetecteerd met de overgang-methode, waardoor wetenschappers zijn straal nauwkeurig konden bepalen. De planeet is ongeveer 0,784 aardstralen met een kleine foutmarge van ongeveer 147 km. Dankzij variaties in de timing van de doorgang en complexe computersimulaties kon de massa van de planeet nauwkeurig worden bepaald, waardoor wetenschappers de dichtheid, oppervlaktezwaartekracht en samenstelling van de planeet konden berekenen. TRAPPIST-1d is slechts 0,297 aardmassa zwaar, waarmee het een van de minst massieve exoplaneten is die tot nu toe zijn gevonden. Hij heeft 61,6% van de dichtheid van de aarde (3,39 g/cm³) en iets minder dan de helft van de zwaartekracht. Zowel zijn massa, dichtheid als oppervlaktezwaartekracht zijn de laagste in het hele TRAPPIST-1-systeem. Bovendien wijst de dichtheid van TRAPPIST-1d op een voornamelijk rotsachtige samenstelling, met ongeveer ≤5% van zijn massa in de vorm van een vluchtige laag. De vluchtige laag van TRAPPIST-1d kan bestaan uit atmosfeer, oceaan, en/of ijslagen. TRAPPIST-1d heeft een evenwichtstemperatuur van 282,1 K (9,0 °C), uitgaande van een albedo van 0. Voor een aardachtig albedo van 0,3 ligt de evenwichtstemperatuur van de planeet rond 258 K (−15 °C), zeer vergelijkbaar met die van de aarde op 255 K (−18 °C).

### Baan
TRAPPIST-1d is een planeet met een korte omloopbaan, waarbij een volledige omloopbaan slechts 4,05 dagen (ongeveer 97 uur) in beslag neemt. Hij draait op een afstand van slechts 0,02228 AE van de ster, ofwel ongeveer 2,2% van de afstand tussen de aarde en de zon. Ter vergelijking: Mercurius, de binnenste planeet van het zonnestelsel, doet 88 dagen over een omloopbaan op een afstand van ongeveer 0,38 AE. De grootte van TRAPPIST-1 en de nauwe baan van TRAPPIST-1d eromheen betekent dat de ster vanaf de planeet gezien 5,5 keer zo groot lijkt als de zon vanaf de aarde. Hoewel een planeet op TRAPPIST-1d's afstand van onze Zon een verschroeide wereld zou zijn, betekent de lage lichtkracht van TRAPPIST-1 dat de planeet slechts 1,043 keer het zonlicht krijgt dat de Aarde ontvangt, waardoor hij binnen het binnenste deel van de conservatieve bewoonbare zone valt.

### Ster
De planeet draait rond een (M-type) ultrakoele dwerg genaamd TRAPPIST-1. De ster heeft een massa van 0,089 zonsmassa (dicht bij de grens tussen bruine dwergen en waterstofverbruikende sterren) en een straal van 0,121 zonstralen. Hij heeft een temperatuur van 2.516 K (2.243 °C), en is tussen de 3 en 8 miljard jaar oud. Ter vergelijking: de Zon is 4,6 miljard jaar oud en heeft een temperatuur van 5778 K (5504,85 °C). De ster is metaalrijk, met een metalliciteit (Fe/H) van 0,04, ofwel 109% van de zonnehoeveelheid. Dit is bijzonder vreemd, omdat van sterren met zo'n lage massa op de grens tussen bruine dwergen en waterstofsmeltende sterren verwacht mag worden dat ze aanzienlijk minder metalen bevatten dan de zon. Zijn lichtkracht (L☉) is 0,05% van die van de zon.
Sterren zoals TRAPPIST-1 hebben het vermogen om tot 4-5 biljoen jaar te leven, 400-500 keer langer dan de Zon zal leven (waarvan de Zon nog maar ongeveer 5,5 miljard jaar te leven heeft (dat is bijna een halvering van het leven)). Vanwege dit vermogen om lang te leven, is het waarschijnlijk dat TRAPPIST-1 een van de laatst overgebleven sterren zal zijn wanneer het heelal veel ouder is dan het nu is, wanneer het gas dat nodig is om nieuwe sterren te vormen uitgeput zal zijn, en de overgebleven sterren zullen beginnen af te sterven.
De schijnbare magnitude van de ster, of hoe helder hij lijkt vanuit het perspectief van de aarde, is 18,8. Hij is dus te zwak om met het blote oog te worden gezien (de grens daarvoor is 5,5).
De ster is niet alleen heel klein en ver weg, hij zendt ook relatief weinig zichtbaar licht uit, maar schijnt vooral in het onzichtbare infrarood. Zelfs van de nabijheid van TRAPPIST-1d, ongeveer 50 keer dichterbij dan de aarde van de zon staat, ontvangt de planeet minder dan 1% van het zichtbare licht dat de aarde van onze zon ziet. Hierdoor zouden de dagen op TRAPPIST-1d waarschijnlijk nooit helderder zijn dan de schemering op Aarde. Dat betekent echter nog steeds dat TRAPPIST-1 aan de hemel van TRAPPIST-1d gemakkelijk minstens 3000 keer helderder zou kunnen schijnen dan de volle maan aan de nachtelijke hemel op Aarde.

## Bewoonbaarheid
Modellen, en dus wetenschappers, zijn verdeeld over de vraag of hun convergerende oplossingen van de gegevens voor TRAPPIST-1d duiden op aardachtige bewoonbaarheid of op een ernstig broeikaseffect.
In sommige opzichten is deze exoplaneet een van de meest aardachtige die er zijn gevonden. Hij is veel kleiner dan de aarde, wat ten koste kan gaan van zijn magnetosfeer, en ontvangt oppervlakkig gezien net iets meer straling dan onze planeet. Hij heeft geen waterstof- of heliumatmosfeer, wat grootste planeten onbewoonbaar maakt. De planeet kan ook vloeibaar en atmosferisch water hebben, tot vele malen meer dan de Aarde. TRAPPIST-1d heeft een van de hoogste aardse gelijkenis indexen van gevonden exoplaneten, met 0,91. Waarschijnlijk tidaal, zou een dichte atmosfeer voldoende kunnen zijn om warmte over te brengen naar de veel koudere donkere kant.
De meeste modellen van de Universiteit van Washington voor Trappist-1d convergeren sterk naar een Venus-achtige planeet met een onbewoonbare atmosfeer. Hij bevindt zich aan de binnenkant van de verwachte bewoonbare zone van zijn ster (waar, met vrij nauwe afwijking van de magnetosfeer van de Aarde, de bombardementsgeschiedenis, de ster/planetaire geschiedenis en de gassen, vloeibaar water aan het oppervlak zou zijn). Geavanceerde, driedimensionale modellering convergeert naar een op hol geslagen broeikaseffect; sommige oplossingen hebben een beetje water dat overleeft na de vroege hete fase in de geschiedenis van de planeet.
TRAPPIST-1d kan deze opwarming weerstaan, vooral als het een Aarde-achtig albedo van ≥0,3 heeft, volgens andere analyses. Dezelfde onderzoekers wijzen erop dat een dergelijke nabijheid van de ster de neiging heeft om geothermische activiteit te verhogen, en de bodem van eventuele zeeën te verwarmen.